# Liste indigener Völker
Diese Liste indigener Völker enthält eine Auswahl von indigenen Völkern der Welt in den fünf Kontinenten mit Einzelangaben zum Jahr 2014 und weiterführenden Artikeln (siehe auch die alphabetische Liste ethnischer Gruppen).
Die meisten indigenen Völker leben auf der großen Insel Neuguinea: insgesamt über 1000, in Papua-Neuguinea mehr als 750 (siehe auch Sprachen Papua-Neuguineas) und in Westneuguinea über 250 (etwa Asmat, Fayu, Dani, Korowai, Amungme, Mimika).

## Afrika
- Berber (Imazighen): 35.000.000 in Ägypten, Algerien, Libyen, Marokko, Mauretanien und Tunesien
- Himba in Namibia und Angola
- Pygmäen in Zentralafrika
- San („Buschleute“) im südlichen Afrika
- Tuareg: 1.500.000 in Algerien, Burkina Faso, Libyen, Mali und Niger
- Guanchen (ausgestorben) auf den Kanarischen Inseln

## Nordamerika
- Liste indigener Völker Nordamerikas:
  - Alaskas indigene Völker
  - First Nations in Kanada
- Liste der indigenen Völker Mesoamerikas und der Karibik:
  - Maya: 5.000.000 in Belize, Guatemala, Honduras, Mexiko und El Salvador

## Südamerika
- - Indigene Bevölkerung Brasiliens
  - Kishwa: Ecuador
  - Quechua: Bolivien, Chile, Ecuador und Peru
  - Aymara: 2.000.000 in Bolivien, Chile, Ecuador und Peru
  - Mapuche: Argentinien und Chile

## Asien
- Adivasi (indische Sammelbezeichnung für verschiedenste indigene Völker): 70.000.000 in Indien
- Ainu
- Assyrer (auch bekannt als Aramäer oder Chaldäer)
- Bergvölker in Südostasien
- Karen: 3.500.000 in Myanmar und Thailand
- Kashmiri: 4.000.000 in Indien und Pakistan
- Kurden: geschätzte 35 bis 45.000.000 in Irak, Iran, Syrien und der Türkei
- Miao/Meo/Hmong: 6.000.000 in China, Laos, Thailand und Vietnam
- Moken („Seenomaden“)
- Naga: 1.000.000 in Indien sowie Myanmar
- Santal: 3.200.000 in Indien und Bangladesch

## Australien und Ozeanien
- Aborigines in Australien und der vorgelagerten Insel Tasmanien
- Māori in Neuseeland

## Europa
- Samen in Norwegen, Schweden, Finnland und auf der russischen Kola-Halbinsel